# Epimaco e Alessandro
Epimaco e Alessandro furono due martiri cristiani, morti ad Alessandria d'Egitto nel III secolo; dalla Chiesa cattolica sono venerati come santi il 12 dicembre.

## Agiografia
Vennero uccisi nell'anno 250 ad Alessandria d'Egitto durante le persecuzioni di Decio, perché rifiutarono di offrire sacrifici all'imperatore. Per questo furono carcerati, torturati e infine gettati nella calce viva. 

## Culto
Dal Martirologio Romano al 12 dicembre: 
Le reliquie di Epimaco e di Alessandro vennero in seguito portate a Roma. La regina Ildegarda moglie di Carlo Magno nel 774 ne portò una parte a Kempten, mentre quelle rimaste a Roma attualmente si trovano della Basilica di San Giovanni in Laterano.